# Adicción a los videojuegos
La adicción a los videojuegos consiste en el uso excesivo o compulsivo de videojuegos hasta el punto de interferir con la vida personal y las actividades diarias del sujeto que los utiliza. Este es un fenómeno relativamente reciente que por lo regular afecta a niños y jóvenes; se considera que las personas que juegan en línea son más propensas a caer en esta adicción ya que por lo regular estos juegos ofrecen una modalidad de juego expansiva y sin fin en donde el usuario tiene un gran número de actividades por realizar.
La Organización Mundial de la Salud reconoció que la adicción a los videojuegos es un desorden de salud mental e incluyó a esta problemática en la Clasificación Internacional de Enfermedades (IDC, por sus siglas en inglés), dentro del apartado de la CIE-11 que aborda los desórdenes relacionados con comportamientos adictivos.
Aunque algunos especialistas se niegan a catalogar al uso compulsivo de videojuegos como una adicción, actualmente existen varios centros de adicciones alrededor del mundo en donde también dan tratamientos a personas consideradas como adictas a los videojuegos. Su tratamiento puede variar, pero normalmente consiste en concientizar al paciente acerca de los problemas ocasionados en su vida por el uso excesivo de videojuegos y la elaboración de horarios en los cuales el paciente pueda administrar mejor su tiempo entre sus deberes y sus pasatiempos.

## Historia
La adicción a los videojuegos se ha estudiado desde la década de 1980, mostrando un aumento constante con el pasar de los años. Según Higuchi, la poca capacidad de limitar el tiempo provoca consecuencias negativas como abandono escolar o pérdida de empleo.
En 2013, el uso problemático de videojuegos (IGD, del inglés Internet Gaming Disorder) forma parte del manual diagnóstico y estadístico de la American Psychology Association (APA), el cual lo define como el uso persistente y recurrente de videojuegos en internet, que resulta en trastorno clínico o angustia. Mostrando un deterioro considerable en las relaciones interpersonales. Otro aspecto importante muestran la importancia entre los videojuegos offline y los de tipo en línea, siendo estos últimos los que presenta un mayor abuso y dependencia en los videojugadores.

## Clasificación de los videojuegos según su potencial de adicción

### Videojuegos offline
Este tipo de videojuegos están diseñados para ser jugados por un solo jugador, se pueden disfrutar sin conexión a Internet y tienen un principio y un final. En general, estos juegos no tienen cualidades adictivas significativas, ya que después de jugar, los jugadores sienten que su experiencia de juego ha terminado. Sin embargo, algunos de estos juegos, como los de estrategia o de deportes, pueden ofrecer variedad en cada partida, añadiendo un valioso elemento de rejugabilidad. 

### Videojuegos online
Los jugadores ya no están solos, sino que tienen la oportunidad de competir con miles de jugadores de todo el mundo. El juego ofrece innumerables posibilidades y cada juego es único respecto a los anteriores. A medida que juegues más y tus habilidades se fortalezcan, tu clasificación global aumentará y, por lo tanto, aumentarán tus posibilidades de conservar tus ganancias. Sin embargo, a medida que se dedica más tiempo al "entrenamiento", surgen problemas como la tolerancia (la necesidad de jugar más juegos para experimentar la misma satisfacción) y el retraimiento (expresado como ansiedad, malestar y angustia al no poder jugar). irritabilidad cuando parar) etc.). En este sentido, los videojuegos online suelen ser más adictivos que aquellos que no requieren conexión a Internet.

### Videojuegos online con componente de azar
Estos juegos suelen ser muy adictivos, ya que te permiten jugar en línea con otros jugadores y también te permiten comprar paquetes o cofres sorpresa. Estos elementos otorgan aleatoriamente cartas o mejoras que se pueden usar durante el juego con mecánicas similares a las de las máquinas tragamonedas.

## Criterios
Los criterios básicos para definir una adicción a los videojuegos, según la OMS, son los siguientes:
- La persona es incapaz de controlar cuándo juega, dónde y por cuánto tiempo.
- El sujeto prioriza jugar sobre otras actividades sociales de forma sistemática.
- Esa actitud empeora con el tiempo, aun cuando su impacto negativo es evidente.

## Posibles causas
De acuerdo con algunos estudios, algunas de las causas por las que las personas pueden caer en esta adicción son las siguientes:
- Problemas familiares o sociales
- Depresión
- Los videojuegos ofrecen sentidos de recompensa al completar ciertas tareas u objetivos.
- Los videojuegos presentan escenarios fantasiosos atractivos para personas que buscan evadir su realidad.
- Existencia de feedback casi inmediato por las acciones realizadas, lo cual hacen de los videojuegos una experiencia netamente interactiva y agradable para algunos.
- Cierto tipo de videojuegos (los más adictivos) se organizan en niveles de dificultad gradual, lo cual conlleva a que cualquier persona sea un jugador potencial, ya que si se le dedica el tiempo necesario dependiendo de la habilidad del jugador, se puede llegar a dominar uno o varios niveles.
- Los niveles y objetivos producen la sensación de competencia, ya que se trata de una actividad reforzarte y motivada intrínsecamente.
- Sensación de dominio.
- La relación entre habilidad, dificultad y objetivos.

## Consecuencias
Las principales consecuencias de la adicción a los videojuegos se relacionan a problemas personales como:
- Perturbación de la organización temporal diaria
- Interferencia con otras actividades
- Reducción de las relaciones interpersonales
- Problemas y discusiones familiares o de pareja
- Disminución del rendimiento académico o personal
- Abandono de otros pasatiempos
- Aislamiento social

La adicción a los videojuegos también se ha asociado con otros padecimientos físicos o trastornos psicológicos como:
- Depresión
- Ansiedad
- Cambios de humor
- Irritabilidad
- Trastornos del sueño e Insomnio
- Trastornos alimenticios
- Deshidratación
- Constantes dolores de cabeza
- Síndrome del túnel carpiano

## Tratamiento
El tratamiento puede variar dependiendo del paciente y la persona encargada de suministrar dicho tratamiento, pero expertos en el tema coinciden en que la terapia más adecuada para obtener mejores resultados es la cognitivo-conductual, en donde se realizan ejercicios en los cuales el paciente adquiere una conciencia de la cantidad de tiempo que pasa jugando y la manera en la que los videojuegos han modificado y dominado su estilo de vida además de afectar sus relaciones personales. Este tratamiento se realiza con el fin de que el paciente pueda regular nuevamente sus actividades cotidianas sin que el uso de videojuegos interfieran en ella.
Cabe señalar que esta no es la única forma en la cual se puede tratar a una persona con adicción a los videojuegos. Hay otros métodos que se pueden utilizar dependiendo del enfoque que se le dé al problema, verbigracia; algunos tratamientos están basados en las terapias que se le dan a las personas adictas a sustancias, otros están basados en los tratamientos recomendados para las personas que pasan mucho tiempo en Internet y finalmente existen tratamientos basados en las técnicas utilizadas para tratar a personas adictas a los juegos de azar.

## Muertes relacionadas
Se han documentado casos en los que personas han muerto después de pasar prolongadas horas jugando videojuegos. Las principales causas de estas muertes son las prolongadas horas en ayuno, deshidratación y la falta de sueño.
En febrero de 2007, un hombre de 26 años murió en China después de pasar cerca de siete días jugando un videojuego. Sus padres informaron que durante los días que pasó jugando, el hombre sólo tomaba pequeños descansos para ir al baño y dormir un par de horas. El sujeto murió debido a un infarto, y los médicos señalaron que el sobrepeso que tenía posiblemente también contribuyó a su deceso.
En agosto de 2005, un joven murió en circunstancias similares en Corea del Sur después de que pasara cerca de cincuenta horas seguidas jugando a World of Warcraft.
En julio de 2012, un chico de 18 años murió en Taiwán debido a un infarto después de que pasó alrededor de cuarenta horas seguidas jugando a Diablo III. Los médicos informaron que su precario estado de salud, dos días de ayuno y la deshidratación contribuyeron en gran parte a su deceso. En mayo de ese mismo año, un hombre de 32 años llamado Russell Shirley también murió tras pasar varios días jugando de manera seguida a Minecraft.
En enero de 2015, un hombre de 32 años fue encontrado muerto en un cibercafé de Taiwán después de que pasara cerca de tres días seguidos jugando un videojuego en línea.

## Controversias
Actualmente,[¿cuándo?] existe una controversia entre los especialistas que aplican el término de "adicción" al uso excesivo de videojuegos y especialistas que están en contra de la aplicación de dicho término a esta conducta. El principal argumento que ofrecen en contra de la aplicación de este término es que los resultados obtenidos en los estudios realizados acerca de la adicción a los videojuegos son cuestionables. Una razón por la que cuestionan la validez de estos estudios es que la mayoría están basados en encuestas cuyo valor es predictivo. Otra razón es que los resultados obtenidos eran sujetos a la interpretación de la persona encargada de llevar a cabo dicho estudio y que las interpretaciones difieren mucho uno de la otra. También cuestionan el reducido número de estudios que se centran principalmente en este tema para poder obtener resultados conclusivos.
En 1993 Paul Rozin, un profesor en psicología de la Universidad de Pensilvania, realizó un estudio en el que evaluó el potencial adictivo de los videojuegos en comparación con otras sustancias y actividades potencialmente adictivas. Rozin concluyó que los videojuegos eran la actividad menos adictiva detrás de los juegos de azar.
En mayo de 2013, la Asociación Americana de Psicología (American Psychiatric Association o APA) propuso la inclusión de la adicción a los videojuegos en el Manual de Diagnósticos y Estadísticas para Trastornos Mentales, pero, finalmente, concluyó que no había evidencia suficiente para determinar que oficialmente la adicción a los videojuegos era un trastorno mental.
En el año 2018, la OMS finalmente reconoció la adicción a los videojuegos como un trastorno de salud mental.